# Multimediální přehrávač
Multimediální přehrávač je výraz, který znamená software na přehrávání multimediálních souborů. Obvykle se jedná o zvukové soubory čili audiosoubory nebo obrazové soubory čili videosoubory. Některé programy umějí přehrávat obojí, jiné jsou specializované (v takovém případě hovoříme o audiopřehrávači nebo videopřehrávači). Příkladem multimediálního přehrávače může být Windows Media Player, Winamp či VLC.